# Terry Morse
Dexter Terrance „Terry“ Morse (* 15. September 1946 in Bridgeport, Connecticut) ist ein ehemaliger US-amerikanischer Biathlet.
Morse besuchte die Holderness School in Holderness, New Hampshire und wechselte später zum Middlebury College, wo er mit dem Skilaufen begann und welches er 1969 abschloss. Anschließend trat er der US Army bei und wurde 1972 in Fort Richardson, Alaska stationiert.
Morse trat mehr als zehn Jahre lang in Wettkämpfen für das US-amerikanische Biathlonteam an. 1971 nahm er im finnischen Hämeenlinna bei den Weltmeisterschaften und bei den CISM-Militärweltmeisterschaften teil. Bei den Olympischen Winterspielen 1972 in Sapporo trat er im Einzel- und Staffelwettbewerb an. Er konnte dabei die Plätze 41 bzw. 6 belegen.